# Amblystegium
Amblystegium es un género de briófitos hepáticas perteneciente a la familia Amblystegiaceae. Comprende 271 especies descritas y de estas, solo 21 aceptadas:

## Descripción
Las plantas del género crecen con tallos irregularmente ramificados como un suave a moderadamente robusto césped. Las hojas son de 0,5 a 1,5 mm de largo y en forma de corazón en la parte inferior a lanceoladas en forma de huevo. Una nervadura central siempre existe y se extiende a por lo menos hasta la mitad delantera de la hoja, a menudo también a la punta de la cuchilla. Las células de la lámina de la hoja están rectas y son de dos a seis veces más largas que anchas. 
La cápsula cilíndrica es ligeramente curva. Muy por debajo de la abertura de la cápsula hay un punto más estrecho.

## Distribución
El género se distribuye en todo el mundo. La mayoría de las especies crecen en lugares no demasiado secos a la sombra, como en la base de los árboles o en arbustos en diferentes superficies (madera, piedra, tierra).

## Taxonomía
El género fue descrito por Guillaume Philippe Schimper y publicado en Bryologia Europaea 6: 45 (fasc. 55–56. Mon. 1.). 1853. La especie tipo es: Amblystegium serpens (Hedw.) Schimp.	

## Especies aceptadas
A continuación se brinda un listado de las especies del género Amblystegium aceptadas hasta junio de 2013, ordenadas alfabéticamente. Para cada una se indica el nombre binomial seguido del autor, abreviado según las convenciones y usos.
- Amblystegium afrofluitans (Müll. Hal.) Sim
- Amblystegium angustifolium (H. Lindb. ex Limpr.) H. Lindb.
- Amblystegium calcareum (Kanda) Nog.
- Amblystegium elegantifolium (Müll. Hal.) Broth.
- Amblystegium finmarchicum (Lorentz) Buyss.
- Amblystegium fluviatile (Hedw.) Schimp.
- Amblystegium halleri (Sw. ex Hedw.) C.E.O. Jensen
- Amblystegium humile (P. Beauv.) Crundw.
- Amblystegium jungermannioides (Brid.) A.J.E. Sm.
- Amblystegium nivicalyx (Müll. Hal.) Broth. ex Levier
- Amblystegium paludosum A.J. Hansen
- Amblystegium riparium (Hedw.) Schimp.
- Amblystegium rivicola (Mitt.) A. Jaeger
- Amblystegium rivulare (Müll. Hal.) Broth.
- Amblystegium robustifolium (Müll. Hal.) Broth. ex Levier
- Amblystegium serpens (Hedw.) Schimp.
- Amblystegium sparsifolium (Hampe) A. Jaeger
- Amblystegium sparsile (Mitt.) A. Jaeger
- Amblystegium tenax (Hedw.) C.E.O. Jensen
- Amblystegium tibetanum (Mitt.) Paris
- Amblystegium varium (Hedw.) Lindb.